# V3A (路面電車車両)
V3Aは、ルーマニアで製造された連接式路面電車車両。海外の技術を基に開発が実施された経緯を持ち、首都・ブカレストのブカレスト市電を始めとした各都市の路面電車へ向けて標準型車両として大量生産が行われた。この項目では、同型の2車体連接車であるV2Aについても解説する。

## 概要

### 歴史
ルーマニアの首都・ブカレストには、同市で路面電車（ブカレスト市電）を始めとする公共交通機関を運営するブカレスト交通会社の子会社として、路面電車車両の製造を行う中央修理工場（Uzina de Reparaţii - Atelierele Centrale -）が存在する。1912年に開設された同工場は第二次世界大戦後の1951年以降本格的に路面電車車両の製造事業に参入し、ブカレスト市電を始めとした各都市にボギー車の生産を行った。だが、利用客の増加に伴い更に収容力が高い車両が求められるようになった他、車掌業務が残されていた1960年代当時、ボギー車の連結運転を実施した場合各車両に車掌を配置する必要があり、人件費も大きな課題となった。そこで、中央修理工場は最大定員300人という高い収容力を誇る連接車の生産を開始し、翌1971年からブカレスト市電で営業運転に投入した。
当初は中間車体を含む3車体連接車が展開されたが、後に中間車体を除いた2車体連接車も展開された。各形式は以下の通りで、形式名の「V○A」は「連接式（Articulated）路面電車車両（Vagon）」という意味である。
- V3A - 一連の連接車の基本形式である3車体連接車。次項の通り試作車はドイツで製造され、その技術を基に量産車の製造が実施された。最大定員数は300人以上にも及ぶ[6][3]。
- V2A - V3Aから中間車体を除いた2車体連接車。1981年に試作車が製造され、その結果を受けて1982年から前面形状や乗降扉に改造を加えた量産車が製造された[8]。

### 開発に関しての諸問題
V3AおよびV2Aはルーマニア国内で独自に開発されたものではなく、西ドイツのリンケ＝ホフマンが製造した連接車の技術を基にした車両である。当初の契約では1969年にリンケ・ホフマンで製造された試作車（V3A）を基にした量産車を100両購入し、ライセンス契約の元でルーマニア国内で最終組み立てを行う予定となっていた。だが実際は1970年以降契約を無視する形で独自に量産車の製造が行われており、その事実を知ったリンケ・ホフマン側は試作車の返却を求めたものの、最終的にルーマニア側が購入する形となった。
この量産に際して、リンケ・ホフマン製の試作車で用いられた車体構造や機構が省略された結果、車両重量が試作車と比べて増大した。そのため、実際の運行時には軸重の重さによる軌道への負荷が各都市で問題となっている。

## 運用

### ブカレスト
前述の通り、ルーマニアの首都・ブカレストに存在するブカレスト市電には、1970年に導入された試作車に続いて1971年以降量産車の導入が開始された。大半の車両は運転台が片側のみに設置された片運転台車両であったが、一部系統には折り返し用のループ線が存在しなかったため、1983年以降は車体両側に運転台や乗降扉が設置された両運転台車両であるV3A-2S（3車体連接車）やV2A-2S（2車体連接車）の増備も実施された。最終的な導入数はV3Aが362両、V2Aが49両にも及んだ
ルーマニアの民主化以降は早期に老朽化が進んだ車両の廃車が実施された一方、民主化直後から自社工場を始め各地の鉄道車両メーカーによる近代化工事が積極的に実施されており、その形式・内容は非常に多岐に渡る。下記に紹介するのはその一部である。
- V3A-93 - 中央車両工場やFAUR（英語版）で前面形状の変更や乗降扉の交換を伴う近代化工事が実施された車両。1993年から2006年まで長期に渡って改造が行われ、2020年現在も180両以上が在籍する[6][10]。
- V3A-93（エレクトロプテレ改造車両） - V3A-93のうち、エレクトロプテレ（英語版）で改造を受けた車両については前面形状が流線型状に変更された他、一部車両は誘導電動機やVVVFインバータ制御装置（IGBT素子）等の機器が実験的に搭載された。前者はV3A-M、後者はV3A-Hとも呼ばれている。1997年から2003年にかけて両者合わせて14両が導入されている[7][7][11][5][12]。
- V3A-93-M2000 - 高規格（ライトレール）化工事を受けた41号線（英語版）へ向けて改造が実施された車両。集電装置が高速運転に適したシングルアーム式パンタグラフに変更された他、前面形状もV3A-93と異なる[13][14]。
- V3A-93-2S - 両運転台車両であるV3A-2Sの近代化車両。2006年以降14両が改造されている[7][15]。
- V3A-93-CH-PPC - 2車体連接車両のV2Aを改造した、車体の一部に低床構造を有する3車体連接車。形式名の「PPC」は「部分低床構造（Podea Parțial Coborâtă）」、「CH」は直流電動機・電機子チョッパ制御（Chopper）を示す。前面形状も従来の車両から変更され、「く」の字形の流線形デザインとなっている。2006年から2010年までに46両が改造を受け、2019年以降は冷房装置の搭載工事が進められている[11][6][2][16]。
- V3A-93-CA-PPC - V3A-93-CH-PPCの電動機を誘導電動機（Curent Alternativ）に変更した、V3A-93を再改造した形式。2010年以降13両が導入され、V3A-93-CH-PPCに続いて冷房化が予定されている[11][2][16]。

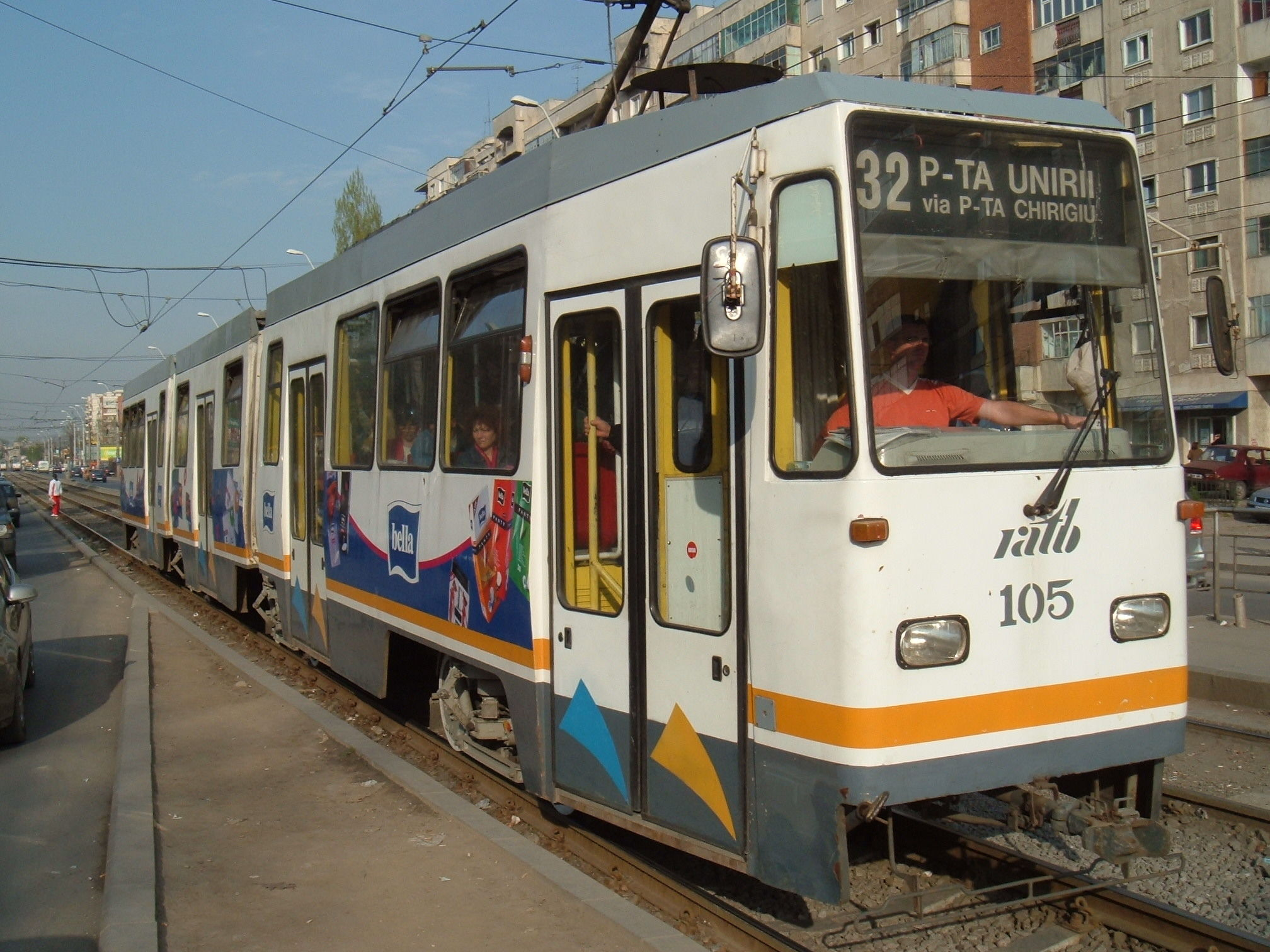
V3A-93 （2006年撮影）
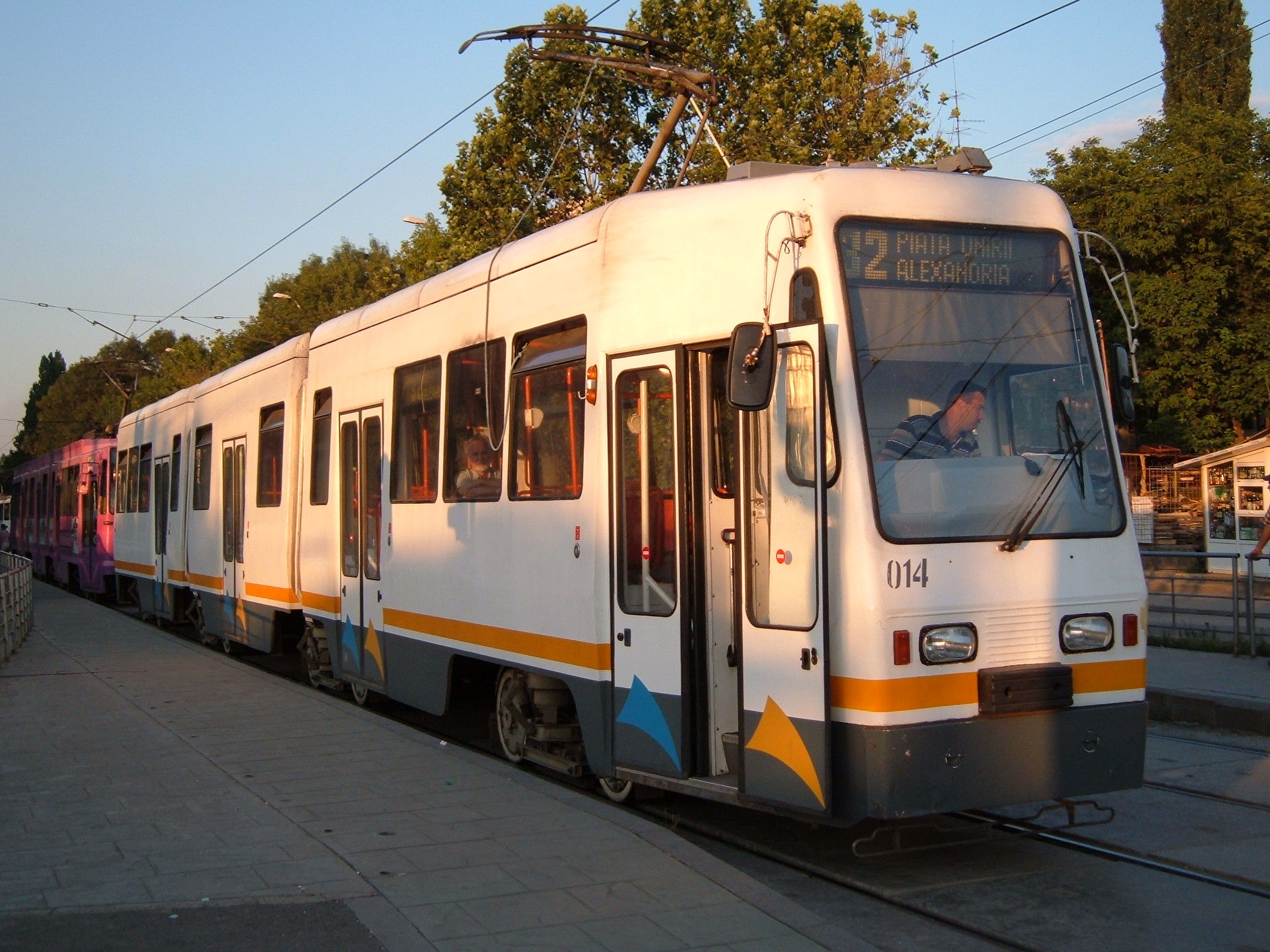
V3A-93（エレクトロプテレ改造車） （2006年撮影）
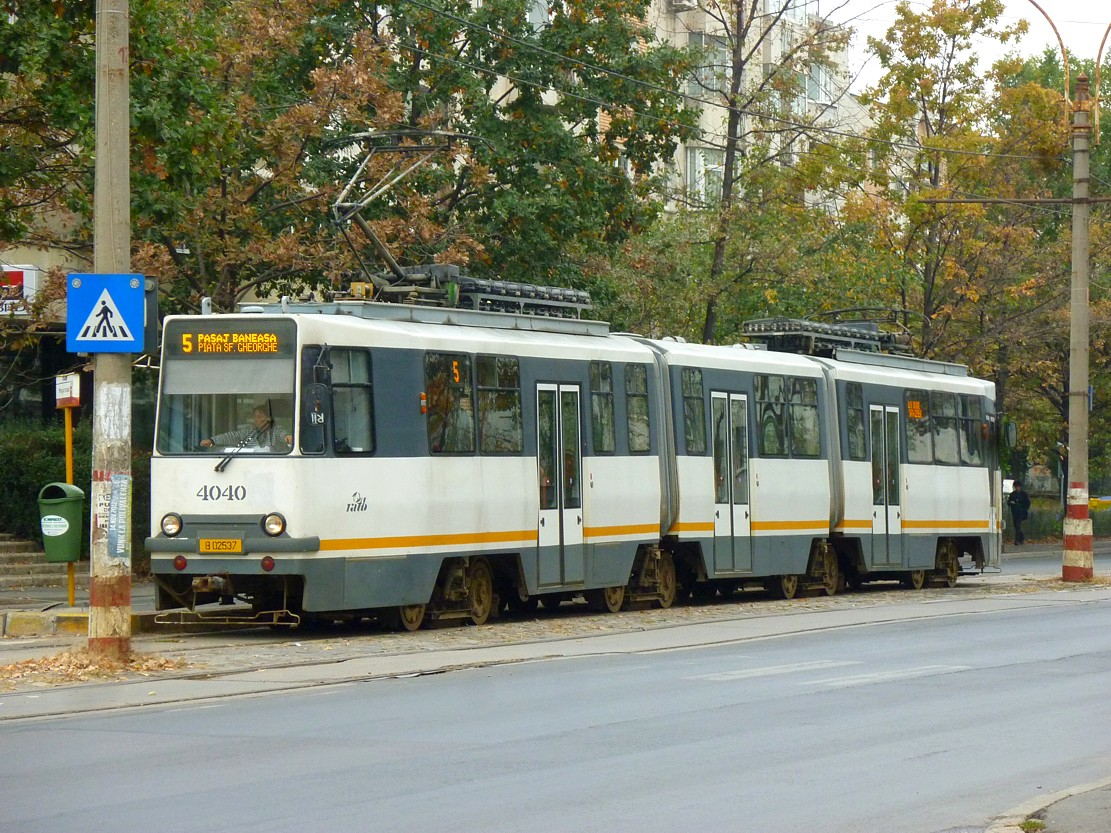
V3A-93-2S （2012年撮影）
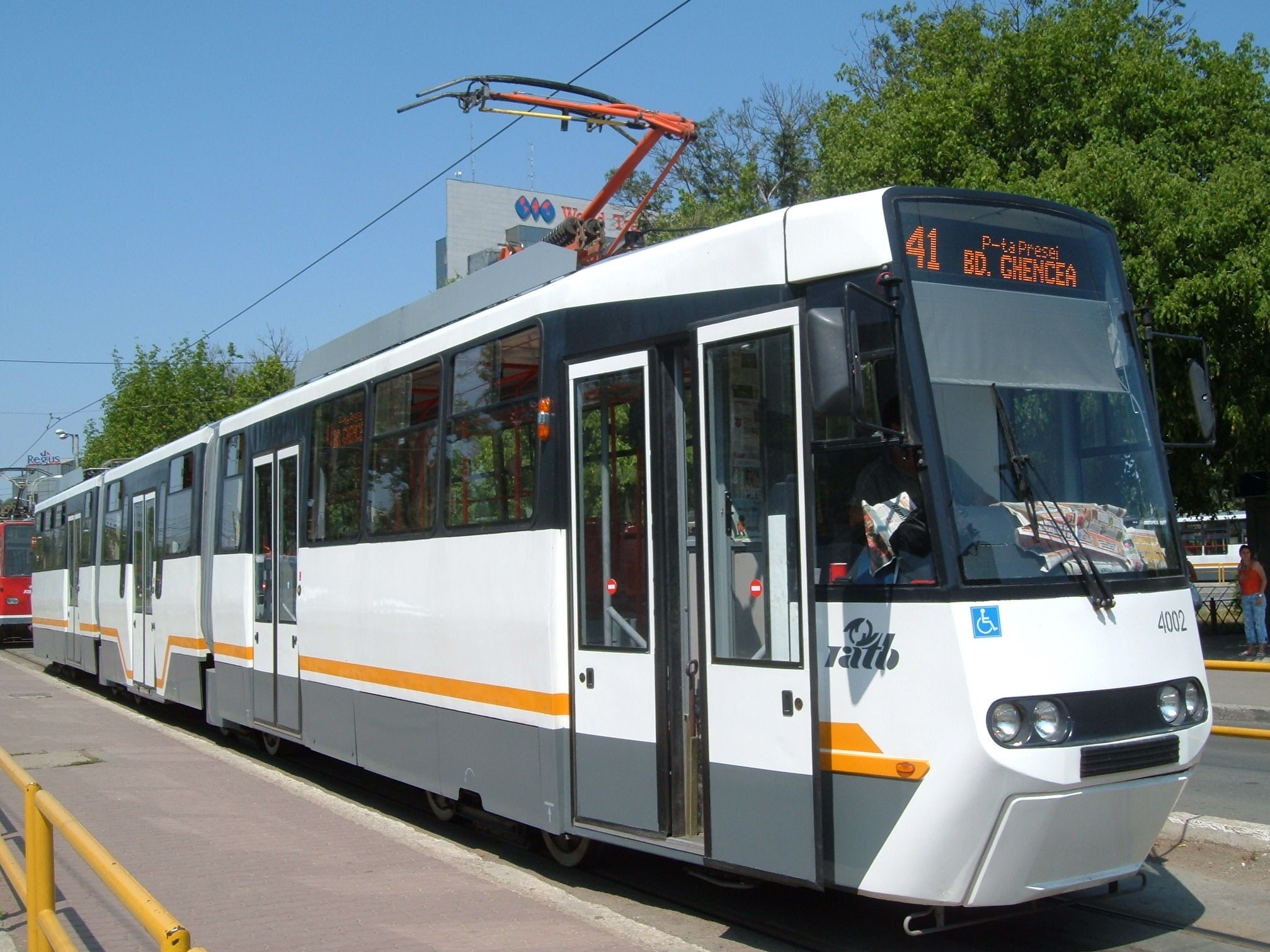
V3A-93-CH-PPC （2008年撮影）

### その他の都市
1980年代、ルーマニアでは通貨流出を防ぐため石油の輸入を抑制する代わりに国内各都市に路面電車を多数建設していた。その中で標準型車両としてV3AやV2Aも各都市へ導入されるようになり、1984年にコンスタンツァ（コンスタンツァ市電）向けに75両を生産したのを皮切りに大量生産が実施され、同年代に開通した路線に加え既存の路面電車にも多数導入された。だが、これらの車両の大半はブカレスト市電のように近代化されることなく、ルーマニアの民主化後はドイツやスイスなどから大量に譲渡された路面電車車両へ置き換えられた。プロイエシュティ（プロイエシュティ市電）用車両のように近代化工事が実施された事例も僅かながら存在したが、2020年現在これらの都市に営業運転に用いられている車両は存在しない。以下、ブカレスト以外の導入都市を記載する。
- ボトシャニ（ボトシャニ市電）
- ブライラ（ブライラ市電）
- ブラショヴ（ブラショヴ市電）
- クルジュ＝ナポカ（クルジュ＝ナポカ市電）
- コンスタンツァ（コンスタンツァ市電）
- オラデア（オラデア市電）
- プロイエシュティ（プロイエシュティ市電）
- ヤシ（ヤシ市電） - メーターゲージ（軌間1,000 mm）向けの試作車を1両のみ導入。

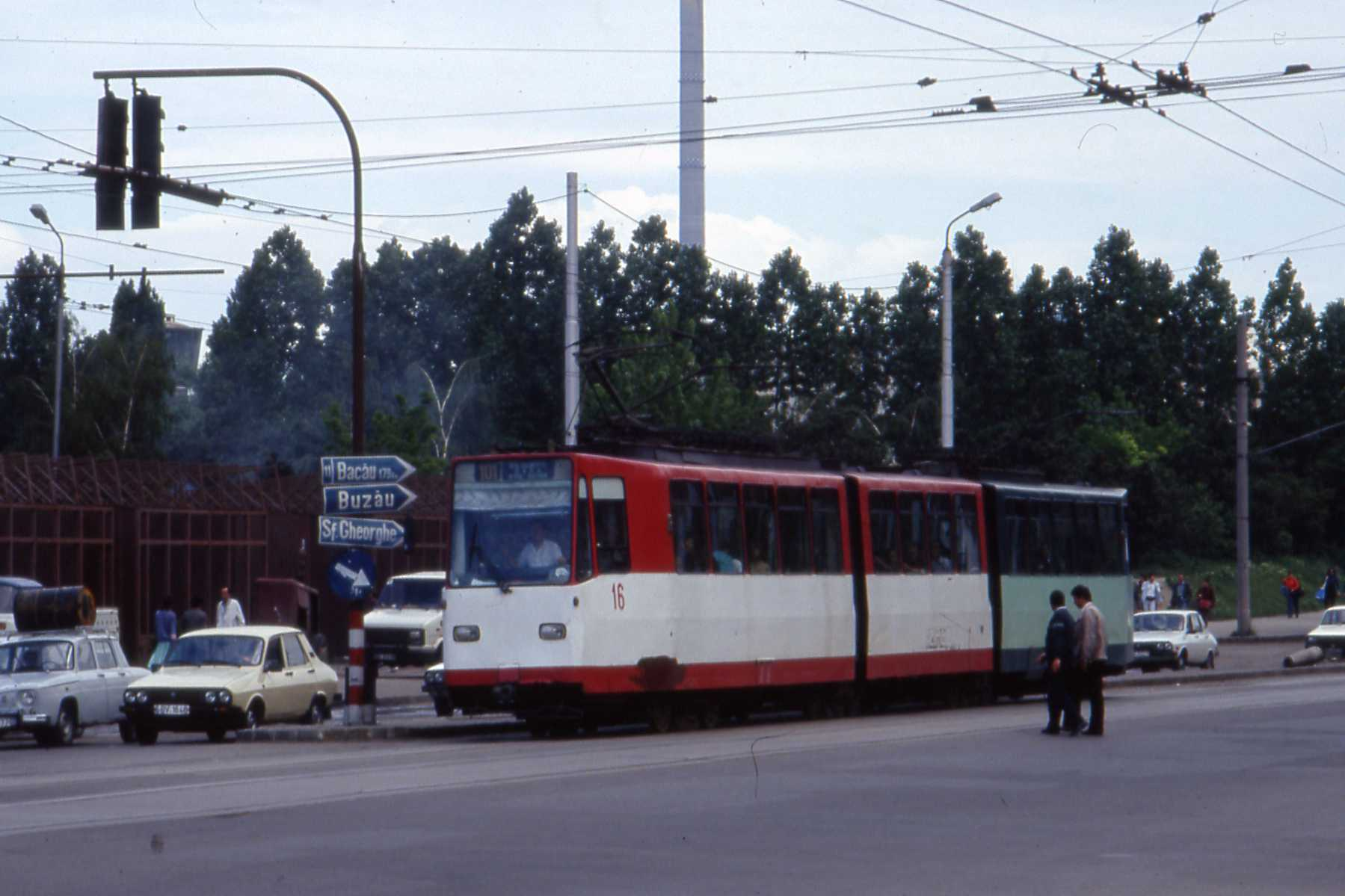
ブラショヴ （ブラショヴ市電） （1994年撮影）
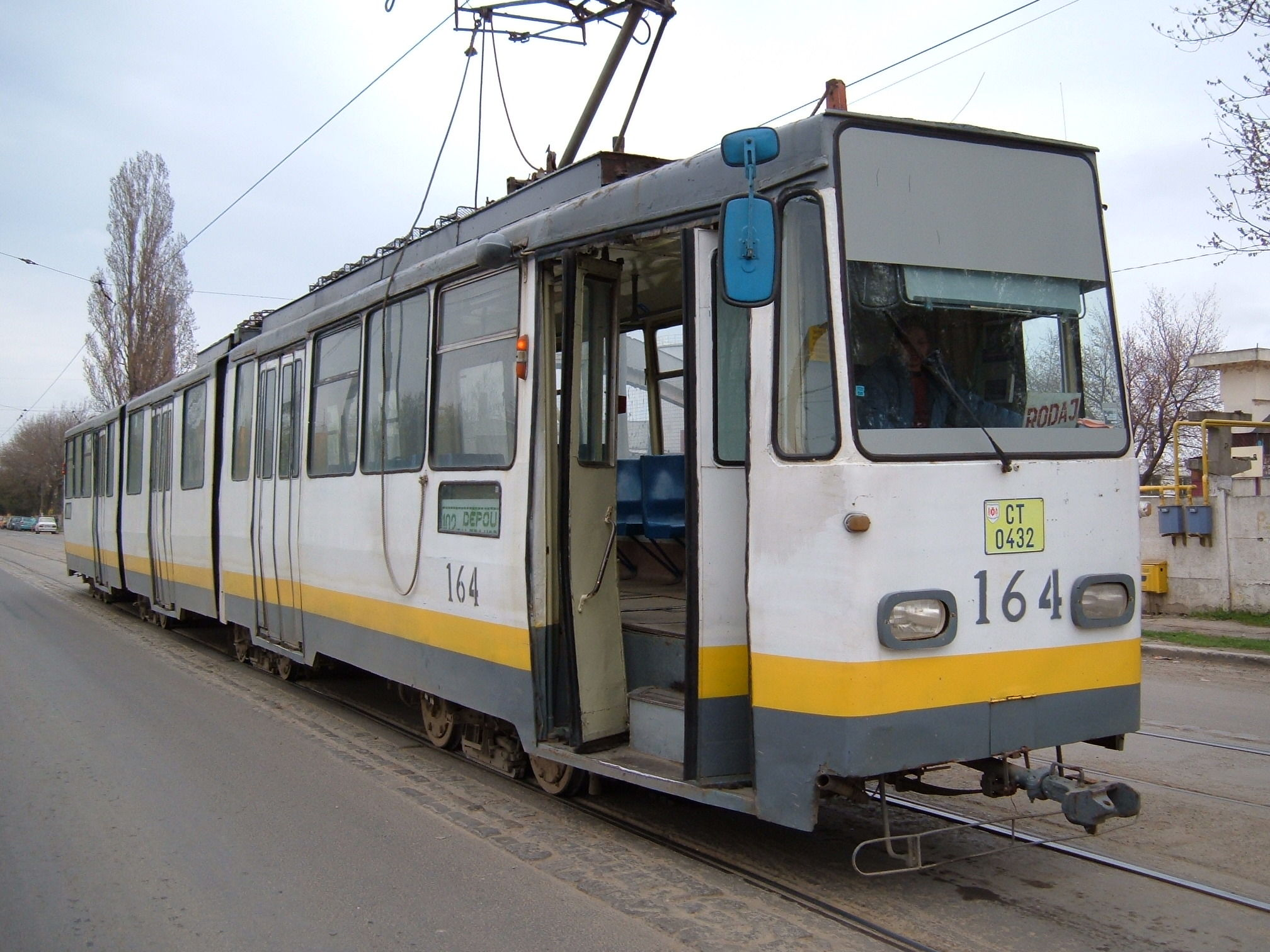
コンスタンツァ （コンスタンツァ市電） （2007年撮影）
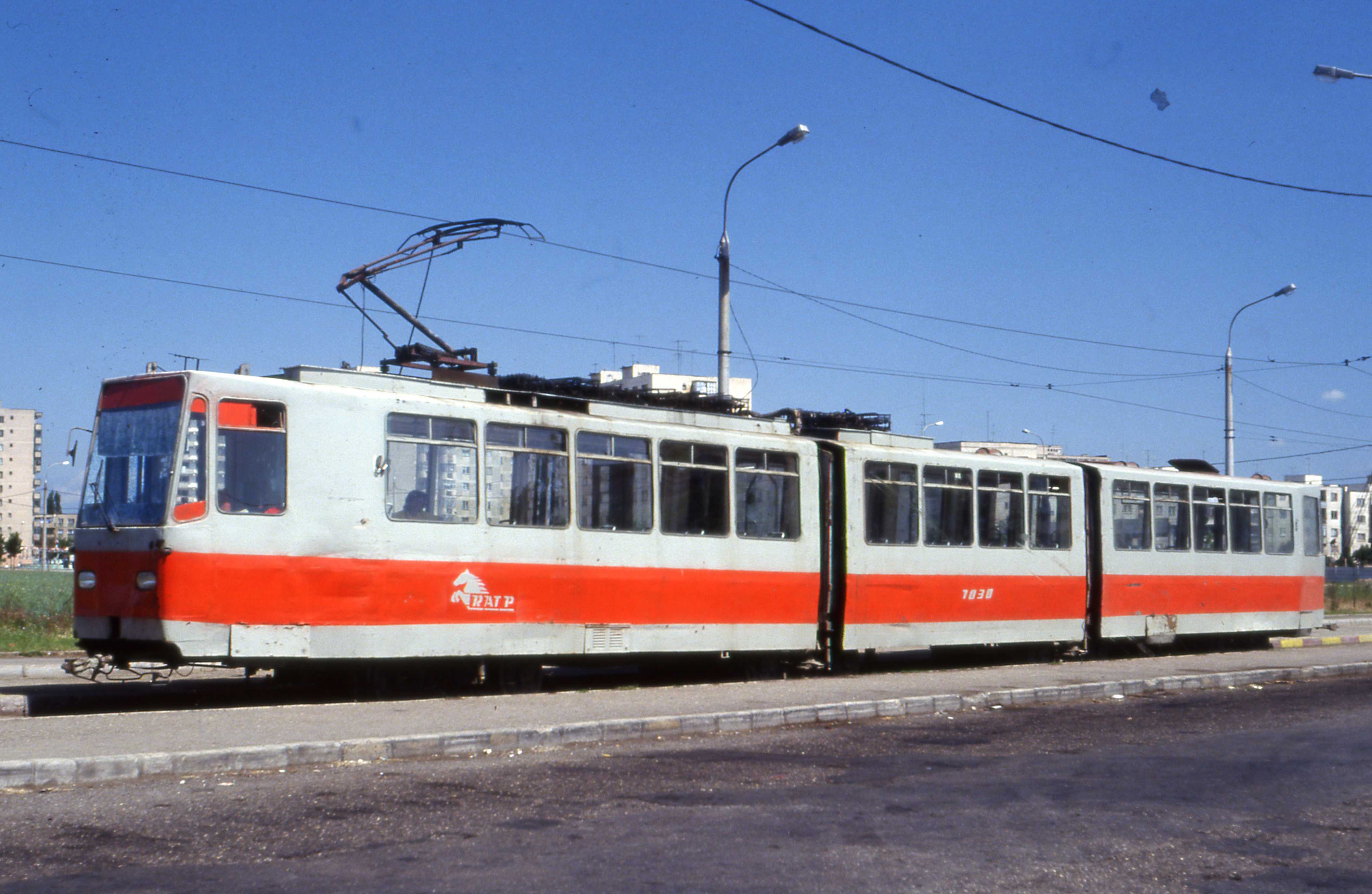
プロイエシュティ （プロイエシュティ市電） （2008年撮影）
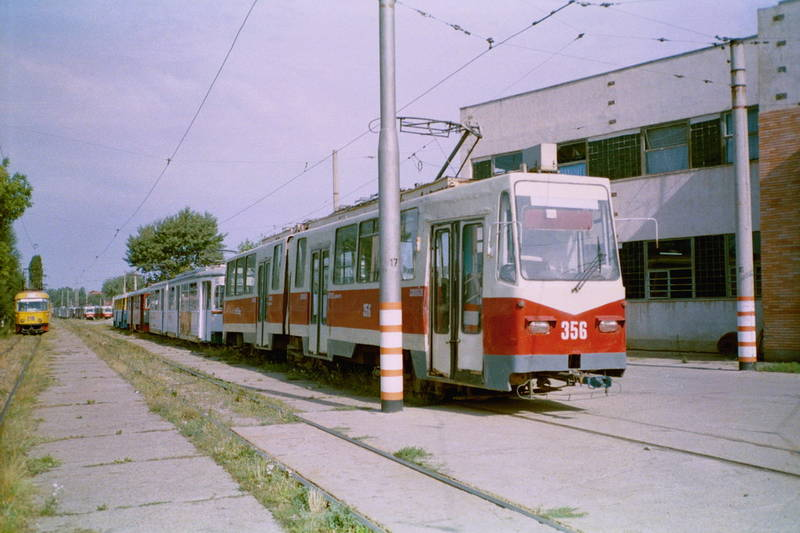
ヤシ （ヤシ市電） （2006年撮影）

## 参考資料
- Simon Johnson (2020-3). “Rebuilding in Bucharest”. Tramways & Urban Transit No.987 (LRTA) 83:  99-102 2020年12月14日閲覧。.